# Ringkogel
Der Ringkogel ist ein Hügel im Oststeirischen Hügelland. Er hat eine Höhe von 789 m ü. A. und ist Teil des Masenbergmassivs. Er gilt als Hausberg der an seinem Fuße liegenden Bezirkshauptstadt Hartberg.
Auf den Berg führen mehrere Wanderwege, der kürzeste von ihnen vom westlich gelegenen Parkplatz auf der Spielstätte. Auf den südwärts gerichteten Hängen liegen die Burg Neuberg und die Villa Rustica in Löffelbach.

## Geschichte
Das Gebiet des Ringkogels war schon in urgeschichtlicher Zeit besiedelt, wovon die Reste einer Siedlung der Hallstatt- und Latènezeit auf dem Gipfel zeugen. Der keltische Ringwall gab dem Berg seinen Namen. Dank seiner exponierten Lage mit freiem Blick über die ganze Oststeiermark war der Ringkogel noch bis zu den Kuruzeneinfällen zu Beginn des 18. Jahrhunderts von militärischer Bedeutung und wurde als Signalberg für Kreidfeuer verwendet.

## Ringwarte
Heute befindet sich auf dem Gipfel ein überregional bekannter Aussichtsturm, die Ringwarte. Sie bietet ihren Besuchern einen Rundblick über das oststeirische Hügelland. Erbaut wurde sie 1906 unter dem Hartberger Bürgermeister Raimund Obendrauf. Auf dem Erdgeschoß aus Granit ist der 30 m hohe hölzerne Aussichtsturm aufgebaut. Die Ringwarte wurde 2007/08 renoviert.

## Tumulli
Auf der Penzendorfer Höhe 530 m ü. A. befinden sich einige Hügelgräber, die auf eine frühere römische Besiedelung hinweisen.

## Schöpferbankerl
Ein Tisch und zwei Holzbänke am Rande einer Waldwiese, das ist der Rastplatz Schöpferbankerl, benannt nach dem Advokaten und Künstler Friedrich Schöpfer.

## Allmerfelsen
Der Allmerfelsen ist ein großer, ca. 30 Meter hoher Felsen, der auch zum Klettern verwendet wird. Er befindet sich im Wald rund 200 Meter südlich der Neubergstraße in der Nähe der Brühl.

## Weinbaugebiet
An den südlichen Hängen des Ringkogels befindet sich aufgrund der milden klimatischen Bedingungen das nördlichste Weinbaugebiet der Steiermark.

## Bilder

Panoramabild der Oststeiermark, aufgenommen vom Ringkogel – Der Blick reicht vom Hochwechsel (ganz links) über das Hartberger Land bis weit hinein in das Burgenland und nach Ungarn
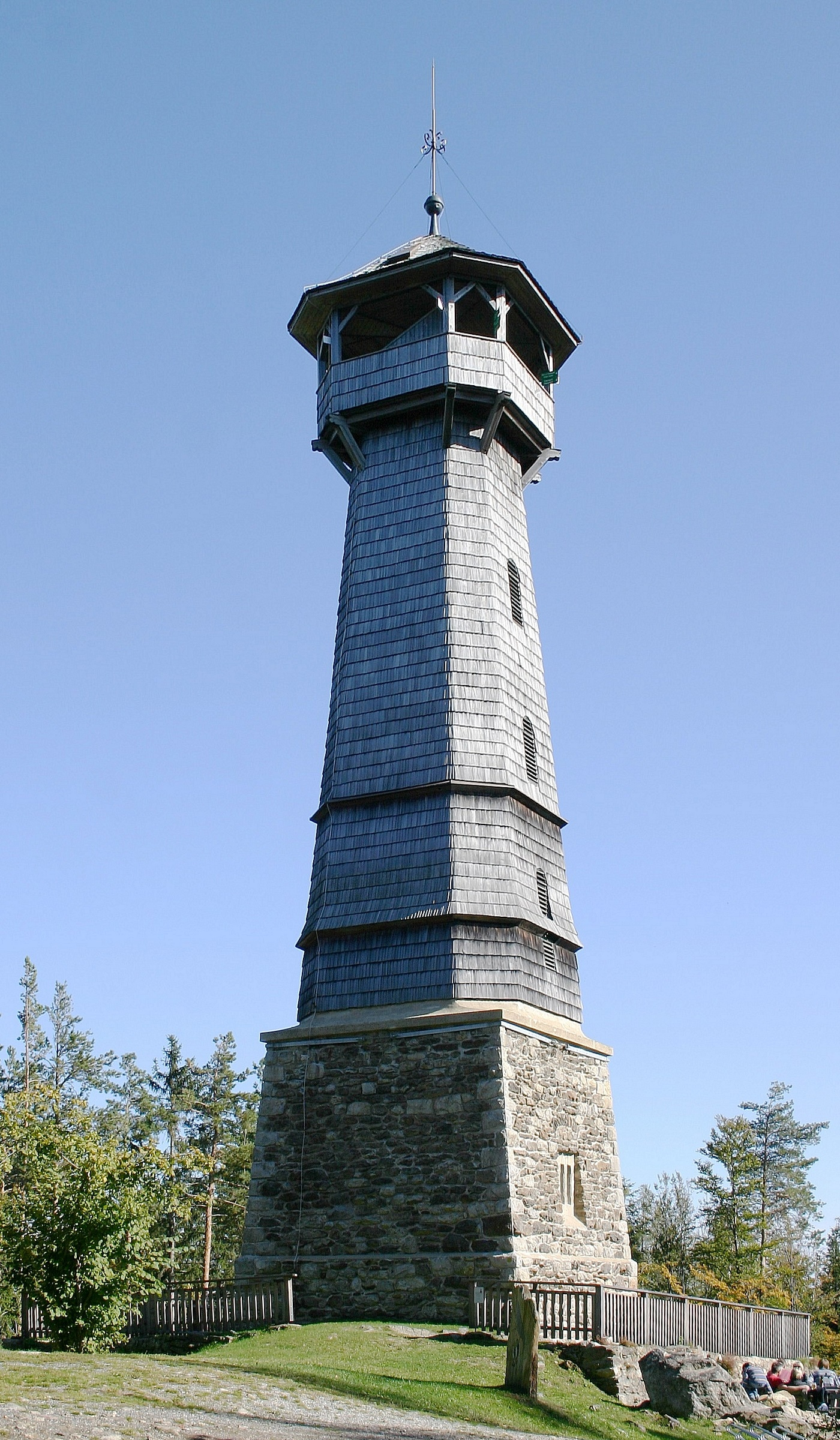
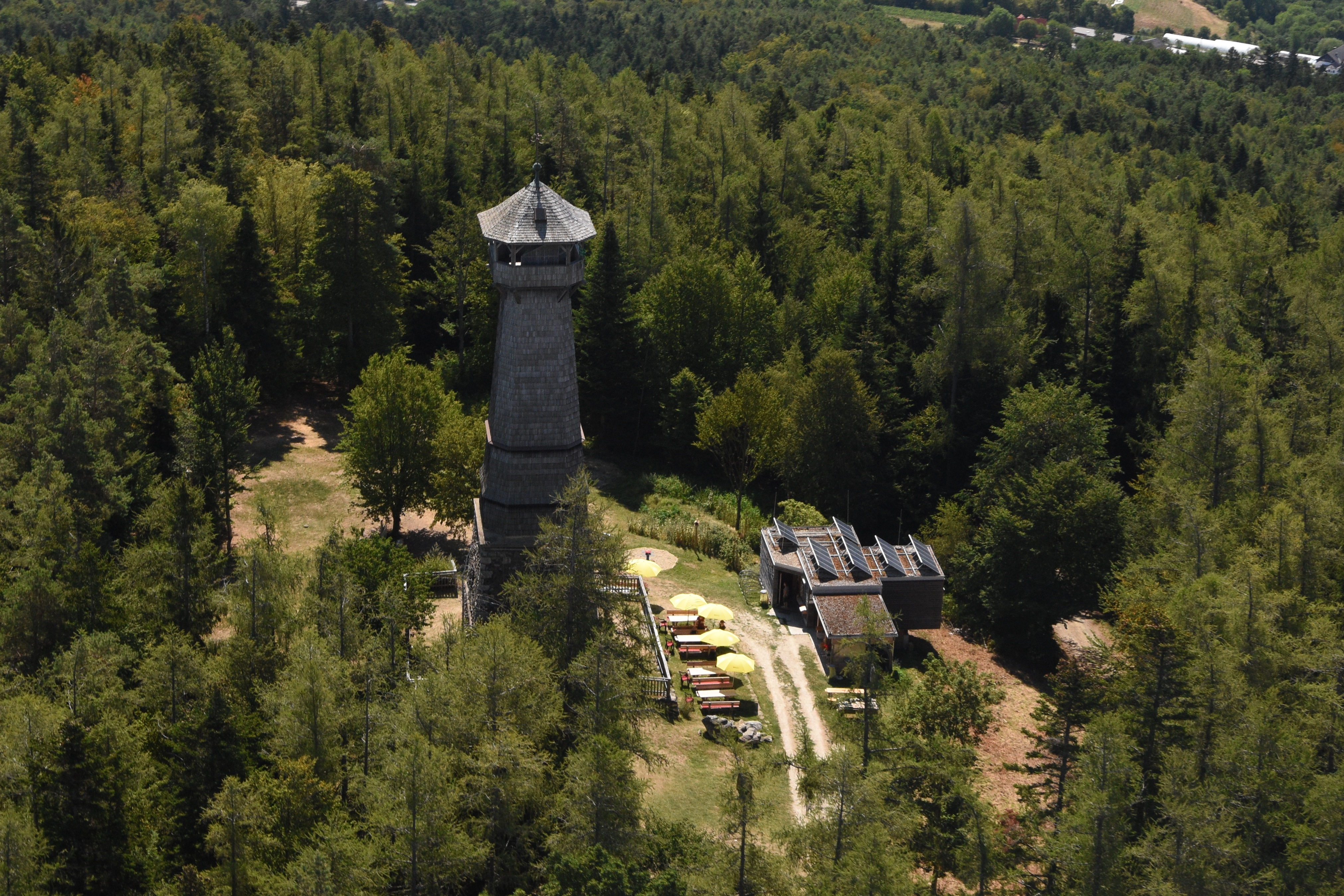
Ringkogel bei Hartberg
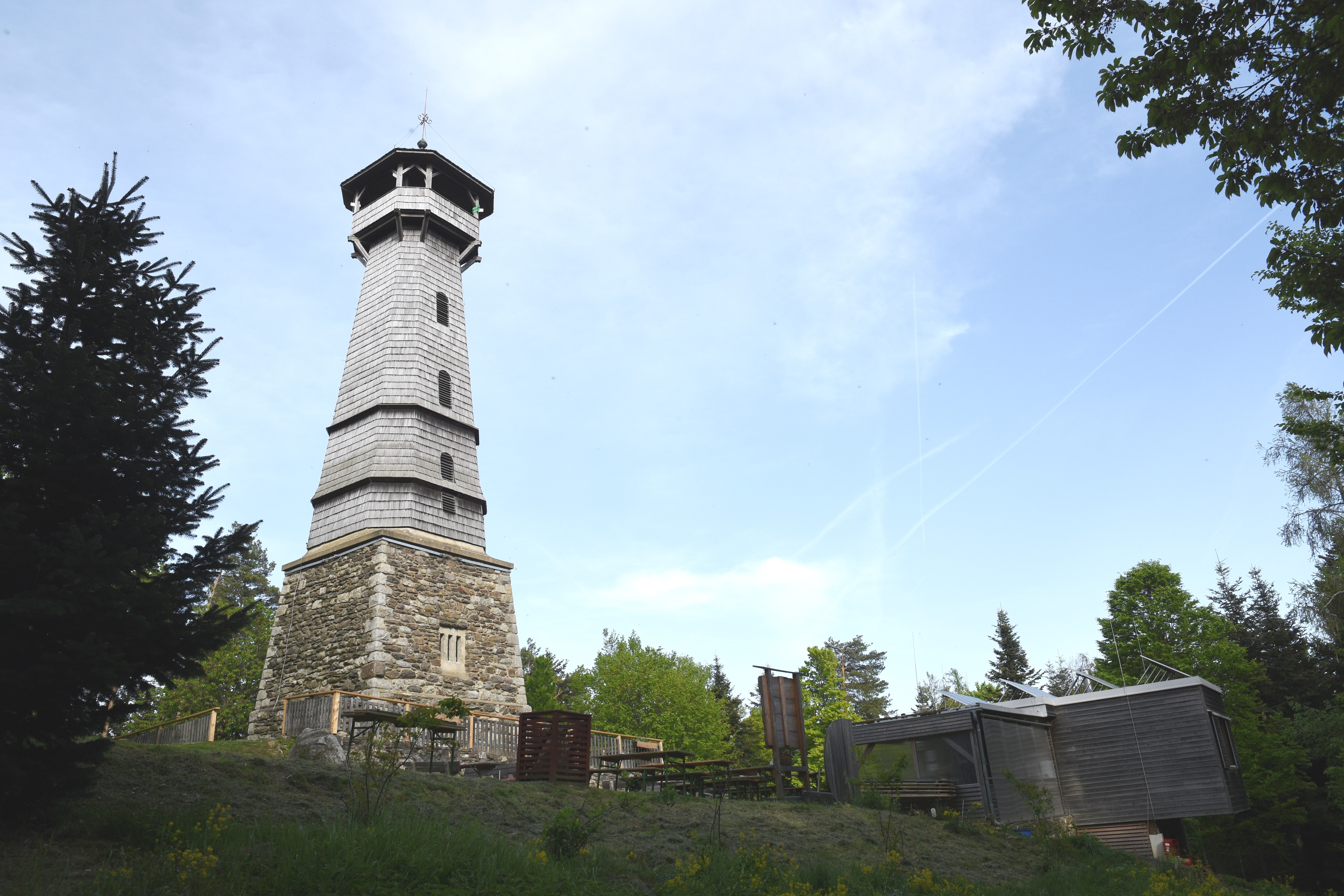
Ringwarte bei Hartberg
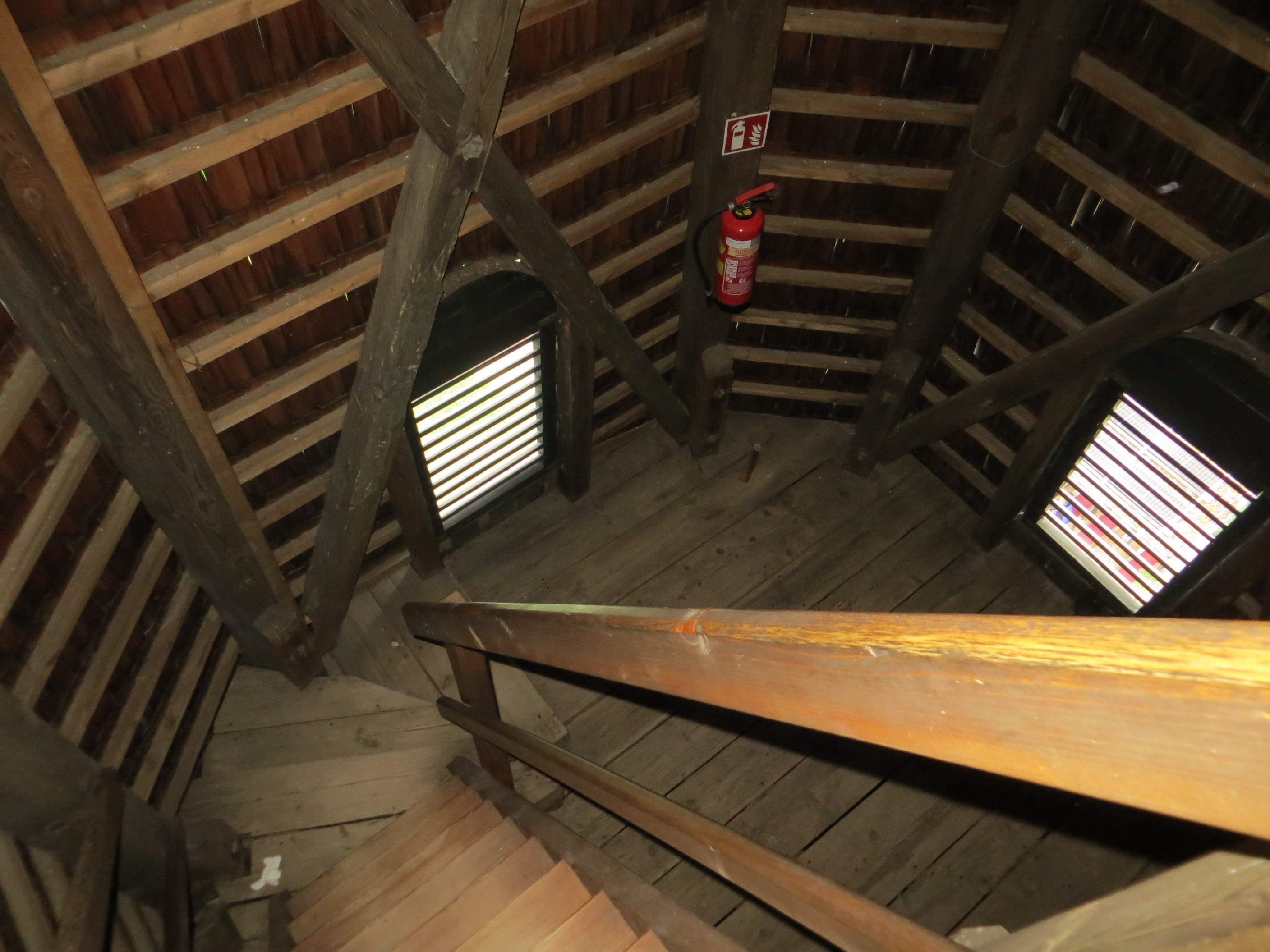
In der Ringwarte